# Belorado
Belorado là một đô thị trong tỉnh Burgos, Castile và León, Tây Ban Nha. Dân số xấp xỉ 2.100 người.